# Brice Armand Ibombo
Brice Armand Ibombo (ur. 23 listopada 1973 w Abala) – kongijski duchowny katolicki, biskup diecezjalny Ouésso od 2025.

## Życiorys
Święcenia kapłańskie otrzymał 28 sierpnia 2004 i został inkardynowany do diecezji Gamboma. 
28 maja 2025 papież Leon XIV mianował go biskupem diecezjalnym Ouésso. Sakry udzielił mu 19 lipca 2025 nuncjusz apostolski w Kongu - arcybiskup Javier Herrera Corona, współkonsekratorami byli: arcybiskup Owando - Gélase Armel Kema i biskup Impfondo - Daniel Nzika.